# Menhir von Kerloas

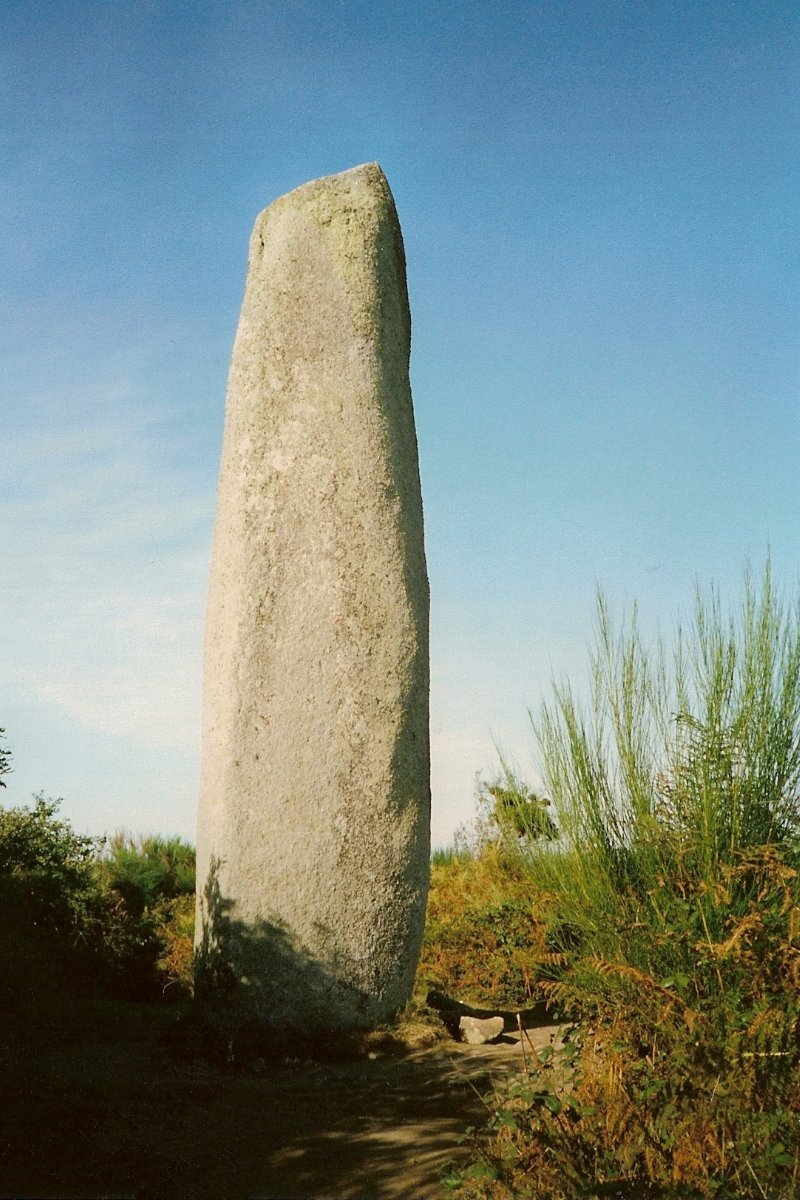
Menhir von Kerloas (Breitseite)

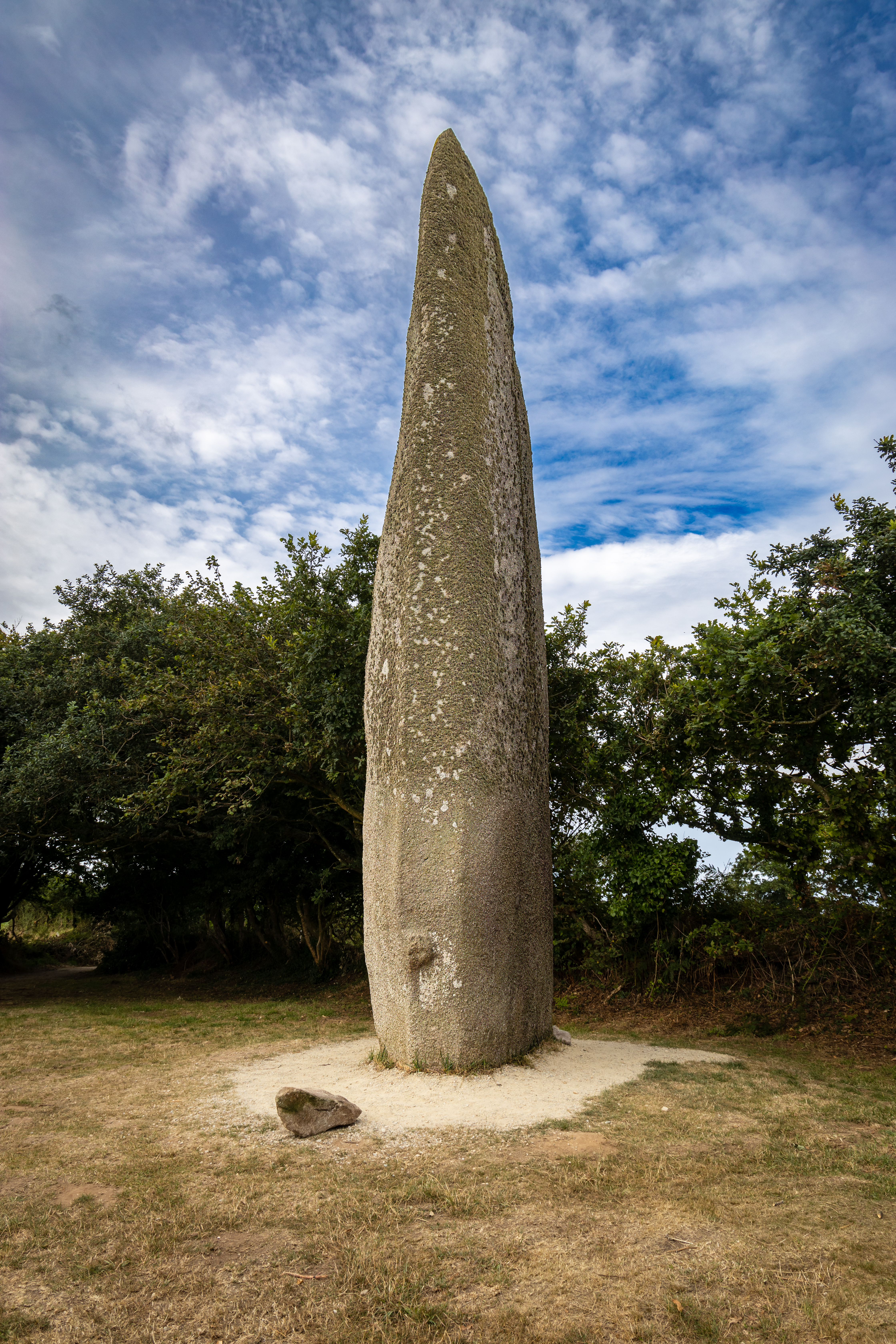
Menhir von Kerloas (Schmalseite)

Der Menhir von Kerloas steht im Pays de Léon zwischen Plouarzel und Saint-Renan – etwa 200 m westlich des gleichnamigen Bauernhofs. Er ist – zusammen mit dem Menhir vom Champ-Dolent – der größte unter den noch aufrecht stehenden Menhiren in der Bretagne in Frankreich. Der etwa 9,50 m hohe gebauchte Stein ist seit dem Jahr 1883 als Monument historique anerkannt.

## Beschreibung
Der etwa 150 Tonnen schwere Granitstein wurde aus dem etwa 3 km entfernten Aber Ildut zu seinem Standort gebracht. Der Menhir mit zwei breiten und zwei schmalen Seiten hat an der Basis einen Umfang von etwa 6,20 m bzw. knapp 7 m in 3,75 m Höhe und muss deutlich über 10 m hoch gewesen sein. Seine Spitze brach schon vor Jahrhunderten bei einem Unwetter ab – wahrscheinlich ausgelöst durch einen Blitzschlag; die Trümmer wurden lange Zeit auf einem benachbarten Hof „heilig gehalten“. Er ist vollendet geformt und trägt an den beiden Schmalseiten der Basis zwei phallusartige Reliefs, die möglicherweise erst in späterer Zeit aus dem Granitgestein herausgearbeitet wurden.
Der um 4000 v. Chr. zu datierende Großmenhir ist mit einer Verkeilung gesichert, die vor Jahrzehnten von Schatzsuchern beschädigt wurde. Dabei kamen Keramikscherben zutage, die der älteren Bronzezeit (um 1700 v. Chr.) zuzurechnen sind.

## Funktion
Die Funktion der Menhire ist unklar – die gängigen Vorstellungen reichen vom Zentrum eines Versammlungs- oder Kultplatzes über Landmarken bis hin zu phallischen Fruchtbarkeitssymbolen und astronomischen Interpretationen. Auch Heilkräfte wurden den Steinen zugeschrieben.
Der Menhir von Kerloas war lange Gegenstand eines lokalen Aberglaubens. Junge Paare kamen vor ihrer Vermählung nachts an diesen Ort und rieben ihre Körper an dem Stein, in der Hoffnung, schöne Kinder zu bekommen.
Die großen Menhire am westlichen Rand des Leon, dem nordwestlichen Teil der bretonischen Halbinsel, sollen nach Meinung einiger Wissenschaftler Teil eines astronomischen Systems gewesen sein. Ihre Bearbeitung und ihr Transport zeugen von hoher handwerklicher und technischer Fertigkeit. Vielleicht sind sie jünger als die urtümlich erscheinenden Großmenhire wie der Menhir Men-Marz bei Brignogan, dessen eine Seite und Sockel unbearbeitet sind.

## Sonstiges
Der Menhir von Kerloas steht nicht völlig isoliert da, sondern wird mit den Großmenhiren von Kergadiou, 8 km westlich von Plourin-Ploudalmezeau, in Verbindung gebracht. Die beiden Menhire bilden ein nordwestlich ausgerichtetes Steinpaar, das möglicherweise einst eine längere Steinreihe bildete.